# Gouvernement Daladier I
Pour les articles homonymes, voir Gouvernement Daladier.
Troisième République
Paul-Boncour Sarraut I
Le premier gouvernement Édouard Daladier a été le gouvernement de la France du 31 janvier 1933 au 24 octobre 1933

## Composition
| Portefeuille                                                                                        | Titulaire | Titulaire                                   | Parti |
| --------------------------------------------------------------------------------------------------- | --------- | ------------------------------------------- | ----- |
| Président du Conseil                                                                                |           | Édouard Daladier                            | PRRRS |
| Ministres                                                                                           |           |                                             |       |
| Ministre de la Guerre                                                                               |           | Édouard Daladier                            | PRRRS |
| Ministre des Affaires étrangères                                                                    |           | Joseph Paul-Boncour                         | PRS   |
| Ministre de l'Éducation nationale                                                                   |           | Anatole de Monzie                           | PSF   |
| Ministre de l'Intérieur                                                                             |           | Camille Chautemps                           | PRRRS |
| Ministre de la Justice                                                                              |           | Eugène Penancier                            | PRRRS |
| Ministre de l'Agriculture                                                                           |           | Henri Queuille                              | PRRRS |
| Ministre des Finances                                                                               |           | Georges Bonnet                              | PRRRS |
| Ministre des Travaux publics                                                                        |           | Joseph Paganon                              | PRRRS |
| Ministre des Colonies                                                                               |           | Albert Sarraut (jusqu’au 2 septembre 1933)  | PRRRS |
| Ministre des Colonies                                                                               |           | Albert Dalimier                             | PRRRS |
| Ministre du Travail et de la Prévoyance Sociale                                                     |           | François Albert                             | PRRRS |
| Ministre du Commerce et de l’Industrie                                                              |           | Louis Serre                                 | PRRRS |
| Ministre du Budget                                                                                  |           | Lucien Lamoureux                            | PRRRS |
| Ministre des Postes, Télégraphes et Téléphones                                                      |           | Laurent Eynac                               | RI    |
| Ministre de la Santé publique                                                                       |           | Charles Daniélou                            | RI    |
| Ministre de la Marine                                                                               |           | Georges Leygues (jusqu’au 2 septembre 1933) | AD    |
| Ministre de la Marine                                                                               |           | Albert Sarraut                              | PRRRS |
| Ministre des Pensions                                                                               |           | Edmond Miellet                              | PRRRS |
| Ministre de l'Air                                                                                   |           | Pierre Cot                                  | PRRRS |
| Ministre de la Marine marchande                                                                     |           | Eugène Frot                                 | PRS   |
| Sous-secrétaires d’État                                                                             |           |                                             |       |
| Sous-secrétaire d’État à la Présidence du Conseil et à la Guerre chargé de la Présidence du conseil |           | Guy La Chambre                              | SE    |
| Sous-secrétaire d’État à la Présidence du Conseil et à la Guerre chargé de l'Économie nationale     |           | Raymond Patenôtre                           | RI    |
| Sous-secrétaire d’État à la Présidence du Conseil et à la Guerre chargé de la Guerre                |           | Pierre Hulin (jusqu’au 3 juillet 1933)      | PRRRS |
| Sous-secrétaire d’État aux Travaux publics                                                          |           | Pierre Appell                               | PRS   |
| Sous-secrétaire d’État à l’Éducation nationale                                                      |           | Hippolyte Ducos                             | PRRRS |